# Geba
Il Geba è un fiume dell'Africa occidentale che nasce in Guinea, passa lungo il Senegal e sfocia nell'Oceano Atlantico in Guinea-Bissau.
Il suo percorso maggiore è in Guinea-Bissau ed è il più grande fiume del paese.
Si getta nell'Oceano Atlantico formando un grande e lungo estuario sul quale sorge la città di Bissau, capitale della Guinea-Bissau.
È una grande via di comunicazione per il paese, essendo navigabile fino a Bafatá, la seconda città del paese.
Durante la guerra coloniale portoghese (1961-1974), in seguito alla quale le colonie portoghesi ottennero l'indipendenza, il Geba fu teatro di numerose operazioni militari.